# Дабар (Полимље)
Дабар је српска средњовековна жупа и област у Доњем Полимљу. Дабарска жупа је обухватала област око доњег тока реке Лима. Била је једна од најзначајнијих области у држави Немањића. По имену ове области је 1219. године названа и светосавска Дабарска епархија, а ово древно обласно име се очувало и у називу потоње Дабробосанске митрополије.

## Историја
Током раног средњег века, целокупно Полимље је припадало тадашњој Кнежевини Србији, а потом се налазило у саставу великожупанске Србије. Дабарска област је доживела највећи процват за време владавине династије Немањића. У то време, главно духовно средиште Дабарске области био је манастир Светог Николе у Бањи, код данашњег Прибоја, који се помиње већ у Студеничком типику. Први српски архиепископ Свети Сава је 1219. године на овом подручју установио Дабарску епархију, са средиштем у манастиру Бањи. На подручју дабра су током средњовековног раздобља подигнути и други манастири, као што су манастир Мажићи и манастир Добрун.
Након распада Српског царства и стварања српских удеоних кнежевина, Дабар је био у саставу области Војиновића све до 1373. године, када је када је ова област потпала под власт босанског бана Твртка, који се 1377. године у оближњем манастиру манастиру Милешеви крунисао за краља Срба Босне.
Током 15. века, област Дабра је подељена између великашких породица Павловића и Косача, а део који је припадао Косачама ушао је средином 15. века у састав Херцеговине Светог Саве. Након успостављања турске власти, тај део је био у саставу Херцеговачког санџака, док је други део области био у саставу Босанског санџака (нахија Прибој).